# Nicholas Stoller
Nicholas Stoller (Londen, 19 maart 1976) is een Brits-Amerikaans filmregisseur en scenarioschrijver. Stoller verwierf bekendheid als de regisseur van de komedie Forgetting Sarah Marshall en de sequel Get Him to the Greek.
Hij is de scenarist van Yes Man uit 2008. Hij schreef samen met Jason Segel het scenario voor The Muppets uit 2011, en samen met regisseur James Bobin het scenario voor de vervolgfilm Muppets Most Wanted uit 2014.
Samen met Jason Segel schreef hij ook het script voor The Five-Year Engagement, een film die hij vervolgens ook regisseerde en waarin Segel de hoofdrol op zich nam. In respectievelijk 2014 en 2016 was hij de regisseur van Bad Neighbours en Bad Neighbours 2: Sorosity Rising.

## Filmografie
als regisseur
- 2008: Forgetting Sarah Marshall
- 2010: Get Him to the Greek
- 2012: The Five-Year Engagement
- 2014: Bad Neighbours
- 2016: Bad Neighbours 2: Sorosity Rising
- 2016: Storks

als scenarist
- 2005: Fun with Dick and Jane
- 2008: Yes Man
- 2010: Get Him to the Greek
- 2010: Gulliver's Travels
- 2011: The Muppets
- 2012: The Five-Year Engagement
- 2014: Muppets Most Wanted
- 2014: Sex Tape
- 2016: Bad Neighbours 2: Sorosity Rising
- 2016: Storks

- Biblioteca Nacional de España: XX4777828
- Bibliothèque nationale de France: cb15125949g (data)
- Gemeinsame Normdatei: 141559632
- International Standard Name Identifier: 0000 0001 1557 2392
- Library of Congress Control Number: no2006054593
- MusicBrainz: 2cb970f2-d56a-498b-8f2c-bd007f3208f3
- Nationale Bibliotheek van Tsjechië: xx0085804
- Nederlandse Thesaurus van Auteursnamen: 315880929
- Système universitaire de documentation: 142286508
- Virtual International Authority File: 85869187
- WorldCat: E39PBJmp938gDykF36yM8bFYfq